# Rektorat Matki Bożej Fatimskiej w Jankowicach
Rektorat Matki Bożej Fatimskiej w Jankowicach – rektorat rzymskokatolicki należący do dekanatu Babice archidiecezji krakowskiej w Jankowicach. Rektorat został utworzony w 2007, a kościół rektoralny został konsekrowany w 2009.